# Sierra Nevada (Araucanía)
El Sierra Nevada es un volcán ubicado en la IX Región de La Araucanía, Chile. Clasificado como estratovolcán, el Sierra Nevada tiene una altitud de 2554 m s. n. m., y se localiza en la zona precordillerana de La Frontera, cerca del volcán Llaima.
Forma parte del parque nacional Conguillío, que destaca por sus bosques de araucarias. A sus pies se ubica el lago Conguillío, el cual le da nombre a ese parque nacional.
Su última erupción se supone que es del Pleistoceno, pero su actividad se extendió hasta el Holoceno. Sus lavas principales son de tipo andesítico y basáltico junto a depósitos de flujos piroclásticos. Algunos lahares también están presente en la estructura volcánica.